# Proteuxoa albipunctata
Proteuxoa albipunctata är en fjärilsart som beskrevs av Embrik Strand 1921. Proteuxoa albipunctata ingår i släktet Proteuxoa och familjen nattflyn. Inga underarter finns listade i Catalogue of Life.